# Jean Jennings Bartik
Jean Jennings Bartik   (Alanthus Grove, 27 de desembre de 1924 - Poughkeepsie, 23 de març de 2011) va ser una de les programadores originals de l'ordinador ENIAC.
Nascuda a Gentry, Missouri, va estudiar al Northwest Missouri State Teachers College, on va obtenir un títol en matemàtiques. L'any 1945 va ser contractada per la Universitat de Pennsilvània per treballar a les ordres de l'exèrcit. Quan va començar el treball sobre la màquina ENIAC pel càlcul de trajectòries balístiques, va ser seleccionada com una de les seves primeres programadores. Després Bartik va ser triada per formar part de l'equip de treball que va prendre la tasca de convertir l'ENIAC en un ordinador amb programes emmagatzemats. En la seva primera implementació, l'ENIAC es programava mitjançant la combinació de connexions i cables. Després de treballar amb l'ENIAC, va continuar treballant amb el BINAC i l'UNIVAC I.
| «                                                             | No teníem manuals per l'ENIAC. Vam aprendre a programar estudiant els diagrames lògics. Quina benedicció. Vam fer tot des del principi. Vam aprendre com funcionaven els ordinadors. Ens vam guanyar el respecte dels enginyers des del començament perquè realment vam entendre el que estàvem fent i vam poder corregir millor que ells els errors perquè teníem els nostres programes de proves així com el coneixement sobre l'ordinador. | » |
| — Comentaris de , Bartik sobre la seva experiència amb ENIAC. | |   |

Jean va esdevenir editora per Publicacions Auerbach, una editorial pionera en el camp dels materials vinculats al desenvolupament d'alta tecnologia de la informació. Va deixar Auerbach per ingressar a Data Decisions (una companyia de Ziff Davis) el 1981.
Durant més de 60 anys, va ser amiga personal de Katleen Antonelli, vídua de John Mauchly, qui també havia format part de l'equip de sis programadores de l'ENIAC. A la Northwest Missouri State University, a Maryville, Missouri, hi ha un museu en honor de Jean Jenning Bartik.
A més del seu títol en matemàtiques, Jean tenia un títol en anglès de la Universitat de Pennsilvània i un Doctorat en Ciències de la Northwest Missouri State University. El 1997, amb els seves 5 companyes programadores de l'ENIAC, va ser inclosa en el Women in Technology International Hall of Fame. El 2008 va ser una de les honorades amb el premi del Computer History Museum, juntament amb Robert Metcalfe i Linus Torvalds. Va morir el 23 març de 2011 (86 anys).